# البرلمان الأيرلندي
البرلمان الأيرلندي، كان المجلس التشريعي للوردية أيرلندا، ومن ثم مملكة أيرلندا منذ عام 1297 وحتى عام 1800. صُمم على غرار برلمان إنجلترا، وتألف بدءًا من عام 1537 من مجلسين: مجلس العموم ومجلس اللوردات. كان اللوردات أعضاءً في نبلاء أيرلندا («اللوردات المؤقتين») والأساقفة («اللوردات الروحيون»؛ أساقفة كنيسة أيرلندا بعد الإصلاح). انتُخب مجلس العموم مباشرةً، على الرغم من تقييد امتيازاته بشكل كبير. عُقدت جلسات البرلمان في أماكن مختلفة في لينستر ومونستر، ولكنها عُقدت في الفترات الأخيرة في دبلن: في كاتدرائية كنيسة المسيح (خلال القرن الخامس عشر)، وقلعة دبلن (حتى عام 1649)، وتشيتشيستر هاوس (بين عامي 1661 و1727)، ومدرسة بلو كوت (بين عامي 1729 و1731)، وفي مبنى البرلمان المصمم لهذا الغرض في كوليج غرين في الآونة الأخيرة.
تمثل الغرض الرئيسي من البرلمان في الموافقة على الضرائب التي تمت جبايتها مسبقًا وإدارة قلعة دبلن، وقد شكل رجال الدين والتجار وملاك الأراضي الذين دفعوا الجزء الأكبر من الضرائب أعضاءً في البرلمان أيضًا. لم يضم البرلمان سوى «إنجليزيي أيرلندا» حتى استُدعي اللوردات الغاليين الأوائل خلال القرن السادس عشر في عهد أسرة تيودور. بموجب قانون بوينينغ لعام 1495، وكان من الضروري موافقة مجلس الملكي الأيرلندي والمجلس الملكي الإنجليزي مسبقًا على جميع قوانين البرلمان. دعم البرلمان الإصلاح الأيرلندي، واستُبعد الكاثوليك من العضوية والتصويت في أوقات العقوبات. عدل دستور 1782 قانون بوينينغ ما سمح للبرلمان الأيرلندي ببدء التشريعات. أعيد لاحقًا منح الكاثوليك حق الاقتراع في عام 1793.
دمجت قوانين الاتحاد لعام 1800 مملكة أيرلندا ومملكة بريطانيا العظمى فيما يُعرف بالمملكة المتحدة لبريطانيا العظمى وأيرلندا، ودُمج البرلمان الأيرلندي مع البرلمان البريطاني؛ كان البرلمان الموحد في الواقع هو برلمان المملكة المتحدة في قصر وستمنستر، ولكن مع مجموعة فرعية من اللوردات والعموم الأيرلنديين.

## نبذة تاريخية

### العصور الوسطى
صُممت إدارة اللوردات الأنجلو نورمان في أيرلندا على غرار مملكة إنجلترا بعد غزو النورمان لأيرلندا في القرن الثاني عشر، وعُدلت الوثيقة العظمى في عام 1217 لتُعرف بعدها بميثاق أيرلندا. وتطور البرلمان من «المجلس الكبير» الذي دعا إليه نائب الملك كما هو الحال في إنجلترا، ليحضره أعضاء المجلس (Curia Regis) وأقطاب (اللوردات الإقطاعيين)، والأساقفة (الأساقفة والآباء). كان الشرط الأساسي للعضوية هو الولاء للملك، والحفاظ على سلام الملك، وبالتالي كان العدد المتقلب لملوك الغايل الأيرلنديين المستقلين خارج نظام البرلمان؛ إذ عملوا بقانون بريون المحلي الخاص بهم. عُقدت آخر جلسة معروفة للبرلمان في قلعة كيلكيا بالقرب من كاسلديرموت في مقاطعة كيلدير في 18 يونيو 1264، بحضور الأساقفة والأقباط فقط. صُدق على الممثلين المنتخبين لأول مرة في عام 1297 واستمر التصديق حتى أواخر القرن الرابع عشر. مثل فرسان المقاطعة المنتخبين في عام 1297 المقاطعات لأول مرة (حيث مثلهم سابقًا شاغلو مناصب الشريف)، ومن ثم مُثلت المدن. برز الفرق عن البرلمان الإنجليزي منذ القرن الرابع عشر، حيث عُقدت المداولات حول تمويل الكنيسة في البرلمان وليس في المؤتمر. وقد تطور فصل اللوردات المستدعين بشكل فردي عن العموم المنتخبين بحلول القرن الخامس عشر. شكل المراقبون من رجال الدين المنتخبين من قبل رجال الدين الأدنى مرتبة في كل أبرشية منزلًا أو عقارًا منفصلًا حتى عام 1537، عندما طُردوا من البرلمان بسبب معارضتهم للإصلاح الأيرلندي.
شهد القرنان الرابع عشر والخامس عشر تناقص أعداد الموالين للتاج، وازدياد قوة العائلات المالكة للأراضي، مع ازدياد العجز عن تنفيذ الأحكام القضائية أيضًا، ما قلل من نفوذ التاج في أيرلندا، لذا نمت حركة «عودة الغاليين» سياسية وثقافية. وأدى هذا بدوره إلى انضمام أعداد كبيرة من نبلاء هيبرنو نورمان الإنجليز إلى النبلاء الغاليين المستقلين تأكيدًا على استقلالهم الإقطاعي. في نهاية المطاف، تقلصت قوة التاج إلى جيب محصن صغير حول دبلن يُعرف باسم بايل، وأصبح البرلمان بعد ذلك مجلسًا لمجتمع بالي حتى القرن السادس عشر.
شجع البايليون ملوك إنجلترا على اتخاذ موقف مباشر ومد نفوذهم إلى أيرلندا، بسبب عدم قدرتهم على ممارسة وتنفيذ سلطة البرلمان أو حكم التاج خارج تلك البيئة، وازدياد غارات النبلاء الأيرلنديين الغاليين ونبلاء هيبرنو نورمان المستقلين. قلل كل من المسافة الجغرافية، وضعف اهتمام التاج بالوضع بسبب حرب المائة عام وحرب الوردتين، وازدياد قوة العشائر الغالية، من نفوذ البرلمان الأيرلندي. وتسبب القلق المتزايد من تجاوز العائلات القوية في أيرلندا أمثال إيرلات كيلدير للبرلمان الأيرلندي في تمرير القوانين التي تتبع أجندات الفصائل المختلفة لسلالات البلاد، وشجع البرلمان في عام 1494 على تمرير قانون بوينينغ الذي أخضع البرلمان الأيرلندي للبرلمان الإنجليزي.

### مملكة أيرلندا
تغير دور البرلمان بعد عام 1541 مع إعلان هنري الثامن قيام مملكة أيرلندا، وبدء غزو إيرلات تيودور لأيرلندا نتيجة سياساته. فقد تجاوز الملك هنري الثامن أحكام المحاكم السابقة التي وضعت العائلات والأراضي تحت السيطرة واعترف بامتيازات النبلاء الغاليين على الرغم من تميز حقبته بزيادة النفوذ الملكي وتناقص القوة الإقطاعية في جميع أنحاء أوروبا. وبالتالي، توسعت سلطة التاج بحكم القانون، وتم احتواء موقف اللوردات الغاليين الأنجلو-إيرلنديين مقابل الاعتراف بسلطة التاج في ظل مملكة أيرلندا الجديدة، حيث كانوا مؤهلين لحضور البرلمان الأيرلندي على قدم المساواة بموجب سياسة الاستسلام والتراجع.